# سربند (فين)
سربند (بالفارسية: سربند) هي قرية تقع في إيران في قسم فين الريفي. يقدر عدد سكانها بـ 38 نسمة بحسب إحصاء 2016.